# Es war ein Traum
Es war ein Traum ist ein deutsches Stummfilmmelodram aus dem Jahre 1915 mit Erna Morena in der Hauptrolle.

## Handlung
In einem kleinen Dorf kehrt eines Tages eine Schmierentheatertruppe ein und lässt sich im Wirtshaus nieder. Als dort das Schauspielvölkchen eine Vorstellung gibt, ist auch die schöne Wirtstochter Hertha unter den Zuschauern, die einem jungen, aus reichem Hause stammenden Nachwuchskomödianten, der vom Fabrikantenvater verstoßen wurde, an den Lippen hängt. Die junge Frau ist begeistert vom Theater und fleht den Bühnendirektor an, sie bei der Weiterreise mitzunehmen. Bald zeigt sie großes Talent und erhält von einem Schauspielagenten das Angebot, einer Verpflichtung an das Hoftheater nachzukommen. Hertha willigt ein, aber nur unter der Bedingung, dass ihr junger Kollege, in den sich die Nachwuchsmimin verliebt hat, gleichfalls verpflichtet wird. Doch in den Augen des Agenten besitzt der Jüngling zu wenig Talent, und so verweigert auch die Wirtstochter die Unterschrift.
Derweil redet der Onkel des mutmaßlich Talentlosen diesem ordentlich ins Gewissen. Denn sein Vater ist gestorben und die Mutter bittet ihren Sohn, heimzukehren, da der Sohn nun das Geschäft des Vaters übernehmen solle. Die verlockende Aussicht, fortan ein Leben in Wohlstand und Absicherung leben zu können, sind stärker als das Verlangen nach hoher Darstellerkunst, gepflegter Rezitation und dem hübschen Wirtstöchterlein, und so kehrt der junge Mann wieder heim zur Mutter. Der Geliebten schreibt er einen Abschiedsbrief und legt als „Abschiedsgeschenk“ eine größere Banknote dazu. Jetzt gibt es auch keinen Grund mehr für Hertha, das Angebot des Theateragenten abzulehnen, und sie macht bald große Karriere als Bühnentragödin.
Ihr alter Direktor aus seligen Schmierentheaterzeiten kommt eines Tages bei ihr vorbei und bittet die mittlerweile gefeierte Mimin, ein Gastspiel an dem Theater zu geben, wo er jetzt auf seine alten Tage sein Gnadenbrot bezieht. Sie sagt zu, und wie’s der Zufall so will, lebt in dieser Stadt auch ihre große Liebe von einst, die dem schnöden Mammon zuliebe auf die hohe Kunst und seine große Liebe verzichtet hat. Der Ex-Schauspieler lebt in einer unglückliche Ehe, und so verwundert es kaum, dass bald beide Herzen wieder füreinander entflammen. Enttäuscht muss Hertha jedoch feststellen, dass er (wenngleich unglücklich) verheiratet ist und ihre einstige Liebe ihr, der berühmten Schauspielerin, nur den Platz einer Geliebten zugedacht hat. Für diesen Verrat an ihren Gefühlen verabreicht sie ihm eine Ohrfeige. Enttäuscht kehrt Hertha zum Haus des Theaterdirektors zurück, und ihren Lippen entfleuchen die von Enttäuschung und Verbitterung bestimmten Worte: „Es war nur ein Traum“.

## Produktionsnotizen
Es war ein Traum wurde Mitte 1915 im Messter-Film-Atelier in Berlins Blücherstraße 32 gedreht. Der Dreiakter wurde mit Jugendverbot belegt und im September im Berliner Mozartsaal uraufgeführt. Die Länge betrug 1070 Meter.

## Kritik
„Der Film, der was Ausstattung, Photographie und Regie betreffen, der hervorragenden Marke, die er trägt, wieder alle Ehre macht, zeichnet sich einerseits durch das ganz eigenartige, lebenswahre und fesselnde Spiel der Hauptdarstellerin Erna Morena, andererseits durch eine tief packende, wohl durchdachte und logisch gegliederte Handlung, die weit die Linien des wahren Kinodramas übersteigt, aus. Erna Morena in der Schlußszene zu sehen ist allein ein künstlerischer Genuß. Es ist der Aufschrei einer gequälten, enttäuschten Frauenseele, das in der Resignation den letzten Trost sucht.“